# Gates of Heaven
Gates of Heaven är en amerikansk dokumentärfilm från 1980. Filmen är regisserad och producerad av Errol Morris.

## Handling
Filmen har, precis som Morris andra filmer, ingen berättare och historien berättas endast genom intervjuer. Den är indelad i två avsnitt. Det första berättar historien om Floyd "Hal" McClure och hans livslånga arbete med att tillåta husdjur att få en värdig begravning. McClures partners och hans nemesis intervjuas. I slutändan blir företaget ett misslyckande och 450 djur måste grävas upp och transporteras till Bubling Well Pet Memorial Park. Företaget som driver denna fungerar bättre och är fortfarande i drift nuförtiden.

## Om filmen
Ämnet för dokumentären ansågs av många vara osannolik, och den tyska regissören Werner Herzog lovade att han skulle äta upp sin sko om den nånsin färdigställdes. När filmen så släpptes levde Herzog upp till vad han lovat och ätandet av skon dokumenterades i kortfilmen Werner Herzog Eats His Shoe. 
Filmen blev starten på Morris lyckade karriär som dokumentärfilmare (han har bland annat fått en Oscar för Fog of War (2003)) och 1982 nämnde den amerikanska kritikern Roger Ebert filmen som en av de tio bästa filmerna som någonsin gjorts. Filmens genomslag beror mindre på valet av att skildra djurkyrkogårdar och mer på Morris sätt att bygga på detta för att diskutera ämnen som allas dödlighet och livet efter döden.